# NGC 1956
NGC 1956 ist eine Spiralgalaxie vom Hubble-Typ Sa im Sternbild Tafelberg am Südsternhimmel. Sie ist schätzungsweise 208 Millionen Lichtjahre von der Milchstraße entfernt.
Das Objekt wurde am 22. Januar 1836 von dem Astronomen John Herschel entdeckt.